# Psephenus herricki
Psephenus herricki là một loài bọ cánh cứng trong họ Psephenidae. Loài này được DeKay miêu tả khoa học đầu tiên năm 1844.